# الجزة (جبلة)

تعديل مصدري - تعديل

الجزة محلة تابعة لقرية التوالقة، التابعة لعزلة جبل رعوين بمديرية جبلة إحدى مديريات محافظة إب في الجمهورية اليمنية، بلغ تعداد سكانها 29 حسب تعداد اليمن لعام 2004.